# Archibald Cox
Pour les articles homonymes, voir Cox.
Archibald Cox, Jr (17 mai 1912-29 mai 2004) est un juriste américain qui s'est rendu célèbre comme procureur indépendant dans l'affaire du Watergate.

## Biographie
Diplômé de la Faculté de droit de Harvard, il exerce comme avocat dans un grand cabinet de Boston. Après la guerre il devient professeur à Harvard puis en parallèle conseiller et « plume » de John Kennedy alors sénateur du Massachusetts. En 1961, Cox rejoint l'administration Kennedy comme Solicitor general (n° 3 du département de la Justice). À l'époque les manifestants pour les droits civiques sont régulièrement pourchassés et violentés lors des manifestations. Il va alors devenir le « joueur de pointe » pour entamer les procédures judiciaires pour remédier aux injustices, allant alors souvent jusque devant la Cour suprême des États-Unis dont les cas Baker v. Carr, Heart of Atlanta Motel v. États-Unis et Caroline du Sud contre Katzenbach. Il poursuivit ce rôle un temps sous la présidence Lyndon Johnson puis 1965, retourna enseigner à la faculté de droit.
Le 19 mai 1973, il est choisi pour être le procureur spécial indépendant pour enquêter sur l'affaire du Watergate. Il réclame par un subpoena des enregistrements de la Maison-Blanche. Le 20 octobre, le président Richard Nixon demande son renvoi, et pour ne pas obéir à cet ordre, le procureur général Elliot Richardson et le procureur général adjoint William Ruckelshaus démissionnent (massacre du samedi soir). Cox est remplacé par Leon Jaworski, mais Nixon finira par remettre en juillet 1974 les bandes magnétiques qui l'incriminaient, le poussant à la démission. Le renvoi de Cox illustre l'importance du rôle du procureur indépendant dans l'indépendance de la justice américaine.
.